# Dropout
Dropout è un film del 1970 diretto da Tinto Brass.

## Trama
Un recluso, prigioniero d'un manicomio criminale, evade prendendo una ragazza in ostaggio. Tra i due nasce un'attrazione molto pericolosa: il fuggitivo viene ucciso alla frontiera e la donna, fedifraga, viene uccisa dallo stesso marito.

## Cameo
Tinto Brass qui interpreta il dropout e un boss/mercante d'arte e cultore della pornografia: è ossessionato da Vanessa Redgrave (in quanto ha movenze da prostituta) ma lei lo sbeffeggia cantando; lui le farà un occhio nero.